# Andrena olympica
Andrena olympica là một loài Hymenoptera trong họ Andrenidae. Loài này được Grünwaldt mô tả khoa học năm 2005.